# 索尔比亚泰奥洛纳
索尔比亚泰奥洛纳（義大利語：Solbiate Olona），是意大利瓦雷泽省的一个市镇。总面积4平方公里，人口5595人，人口密度1398.8人/平方公里（2009年）。国家统计（ISTAT）代码为012122。